# 3 096 jours
3 096 jours (titre original : 3096 Tage: Wie ich achteinhalb Jahre in Gefangenschaft überlebte ; littéralement « 3 096 jours : comment j'ai survécu en captivité pendant huit ans et demi ») est un livre écrit par Natascha Kampusch, publié en 2010.
L'autrice raconte sa propre expérience, quand elle a été enlevée le 2 mars 1998 à l'âge de 10 ans, sur le chemin de l'école puis séquestrée pendant 3 096 jours par son « bourreau » (comme elle le désigne dans son livre), Wolfgang Přiklopil.
L'ouvrage est traduit en français par Olivier Mannoni et Leïla Pellissier.

## Éditions
- (de) Natascha Kampusch, 3096 Tage : Wie ich achteinhalb Jahre in Gefangenschaft überlebte, Berlin, List Paul Verlag, 2010, 3e éd., 288 p., relié (ISBN 978-3-471-35040-9, lire en ligne)

- en français : 3 096 jours, traduit de l'allemand par Olivier Mannoni et Leïla Pellissier, J.-C. Lattès, 2010